# Mereșeuca
Mereșeuca è un comune della Moldavia situato nel distretto di Ocnița di 1.157 abitanti al censimento del 2004